# Scott-Pien Picard
Scott-Pien Picard est un auteur-compositeur-interprète innu de Uashat-Maliotenam, au Québec, né le 14 novembre 1996 à Sept-Îles.

## Biographie
Né le 14 novembre 1996 à Sept-Îles, Scott-Pien Picard commence à faire de la musique dès l'âge de six ans. Inspiré par les groupes Kashtin et Maten, il compose de la musique pop-folk en innu-aimun. Il est surtout connu pour avoir été nommé à deux reprises pour le prix Félix de l'artiste autochtone de l'année, aux 42e prix Félix en 2020 et aux 43e prix Félix en 2021. Il sort son premier album homonyme en 2018. L'album reçoit une certaine attention causée par la pièce Attikamekw-Innu, une chanson en duo avec le chanteur atikamekw Ivan Boivin-Flamand.
En 2020, il est lauréat du concours Talents bleus de La semaine des 4 Julie, remportant 100 000 $ qu'il investit dans l'enregistrement de son deuxième album. En janvier 2022, Picard fait paraitre son deuxième album, Pekuaiapu. Il a été membre du collectif Nikamu Mamuitun de Florent Vollant, aux côtés de Marcie Michaud-Gagnon, Joëlle St-Pierre, Chloé Lacasse, Matiu, Kanen, Cédrik St-Onge et Ivan Boivin.

## Récompenses
- Nommé pour le prix d'artiste autochtone de l'année au gala de l'ADISQ 2020.
- Gagnant du concours des Talents Bleus en 2020.
- Nommé pour le prix d'artiste autochtone de l'année au gala de l'ADISQ 2021.